# Stefania oculosa
Stefania oculosa és una espècie de granota que es troba a Veneçuela i, possiblement també, al Brasil.